# واين كوسي
واين كوسي (بالإنجليزية: Wayne Causey)‏ هو لاعب كرة قاعدة أمريكي، ولد في 26 ديسمبر 1936 في روستون في الولايات المتحدة.

## وصلات خارجية
- واين كوسي على موقعبيزبول رفرنس.كوم (الدوري الرئيسي) (الإنجليزية)